# Cabo Flattery

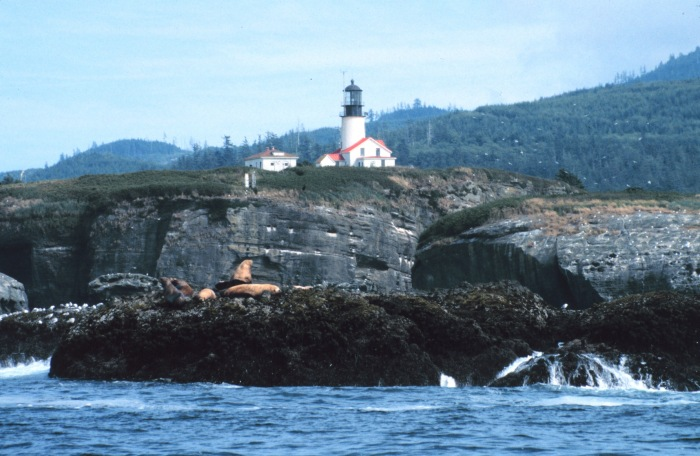
El faro, en la isla Tatoosh

El cabo Flattery (del inglés: Cape Flattery) es un cabo de la costa del Pacífico de los Estados Unidos, el punto más al noroeste de los Estados Unidos continentales. Está en el condado de Clallam, en el estado de Washington en el extremo de la península Olympic, donde el estrecho de Juan de Fuca se une al océano Pacífico. También es parte de la Reserva Makah, y es el límite septentrional del «Santuario Marino Nacional Costa Olympic»  (Olympic Coast National Marine Sanctuary). Al cabo Flattery se puede llegar tras una caminata corta, la mayoría de los cuales es sobre pasarelas. El punto más occidental de los estados contiguos de Estados Unidos se encuentra en cabo Alava, al sur del cabo Flattery, en el Parque nacional Olympic. Sin embargo, la punta más occidental del cabo Flattery es casi exactamente tan occidental como el cabo Alava.
El faro de Cabo Flattery está en la isla Tatoosh, justo aguas afuera del cabo. La bahía Makah y la bahía Neah están a ambos lados del cabo. La localidad más cercana es Neah Bay, Washington (794 hab. en 2000). 

## El pilar de Fuca
El pilar de Fuca  (del inglés: 'Fuca Pillar') es una roca alta, casi rectangular, que está en el lado oeste del cabo Flattery.
Lleva el nombre de Juan de Fuca, un marinero griego que exploró a las órdenes de España. Fuca se cree que fue el primer explorador europeo en avistar el pilar de Fuca y explorar el estrecho de Juan de Fuca, que también lleva su nombre.

## Trivia
La novela When Wolf Comes  de John Pappas se ambienta en el cabo Flattery en 1801. Algunas partes de la novela Freaky Green Eyes, de  Joyce Carol Oates, también suceden aquí, en el momento actual.